# Liste der Nummer-eins-Hits in Dänemark
Die Nummer-eins-Hits der Musikbranche in Dänemark (Königreich Dänemark, inklusive Grönland und Färöer) werden wöchentlich ermittelt. Als Maßstab gelten die Verkaufszahlen der Singles und Alben.
Die Liste ist nach Jahren aufgeteilt.
Siehe auch: Nummer-eins-Hits in Argentinien,  Australien, Belgien, Brasilien, Bulgarien, Deutschland, Finnland, Frankreich, Griechenland, Indien, Irland, Italien, Japan, Kanada, Kolumbien, Kroatien, Malaysia, Mexiko, Neuseeland, den Niederlanden, Norwegen, Österreich, Polen, Portugal, Rumänien, Schweden, der Schweiz, Singapur, Slowakei, Spanien, Südafrika, Südkorea, Tschechien, Ungarn, den Vereinigten Staaten und im Vereinigten Königreich.